# 蓬蝶普·娜矶朗嘉诺克
蓬蝶普·娜矶朗嘉诺克 ( 泰語： 英語： 愛称：Bui，1968年2月7日—)是1988年世界环球小姐冠军获得者。她于1968年2月7日出生于泰国东部的北柳府。
蓬蝶普的环姐夺冠之路并不顺利，她在预赛中仅以第四名进入最后总决赛，而在总决赛当中赛过装束出场项目之后也依然紧随韩国、美国与多米尼加環姐之后。然而，在最后回答问题时她以机智的对答征服了评委，加上美国小姐等人临场紧张出错拱手将桂冠相让。
蓬蝶普是继1965年环姐亞芭詩拉·洪杉姑拉（อาภัสรา หงสกุล，Apasra Hongsakula）之后第二个获此殊荣的泰王国佳丽。也是第五个来自亚洲的环姐。
值得一提的是当年在中華民國台北舉行的該項竞赛的最后名次，除了冠军为泰国環姐获得外，韩国環姐获亚军，墨西哥環姐获季军，日本環姐获殿军，而香港環姐则获第五名。亚洲佳丽几乎包罗了前五名，这在竞赛史上空前绝后。

## 花絮
- 在當年世界環姐競賽期間，蓬蝶與韓國環姐張容鈞（Jang Yoon-jeong， 장윤정）在所下榻的酒店住同一個房間，兩人最後竟然分獲冠亞軍。
- 她本人認為多米尼加共和國環姐是最有希望奪得桂冠的人選。
- 她成長于美國洛杉磯，然而會說流利的泰語。她的妮稱「Bui」在泰語中的意思是「熟睡」。

## 个人生活
2002年与美国亿万富翁赫布·西蒙结婚(Herb Simon)，已有一子西恩(Sean)。

## 工作与事业
蓬蝶普现在是CNN泰文台及CNN英文台（泰国）的主持人。在工作之余，还热心于慈善事业，曾多次慷慨捐款给泰国落后地区建立公立学校。2004年又捐款给泰国南方印度洋大海啸的受害人。